# Sindaci di Broccostella
Questo elenco riporta i responsabili dell'amministrazione civica di Broccostella.

## Sindaci durante il Regno di Napoli - Gioacchino Murat
| Periodo | Periodo | Primo cittadino    | Partito | Carica  | Note |
| ------- | ------- | ------------------ | ------- | ------- | ---- |
| 1809    |         | Alesio Cipollone   |         | Sindaco |      |
| 1810    |         | Domenico Ferri     |         | Sindaco |      |
| 1811    |         | Gioacchino Caringi |         | Sindaco |      |
| 1812    | 1814    | Giuseppe Conti     |         | Sindaco |      |

## Sindaci durante il Regno delle Due Sicilie
| Periodo | Periodo | Primo cittadino         | Partito | Carica  | Note |
| ------- | ------- | ----------------------- | ------- | ------- | ---- |
| 1815    | 1816    | Costanzo Di Cenzo       |         | Sindaco |      |
| 1817    | 1819    | Vincenzo Ferri          |         | Sindaco |      |
| 1820    | 1822    | Onorato Iafrate         |         | Sindaco |      |
| 1823    | 1828    | Paolino Conti           |         | Sindaco |      |
| 1829    | 1831    | Onorato Iafrate         |         | Sindaco |      |
| 1832    | 1837    | Ermenegildo Sperduto    |         | Sindaco |      |
| 1838    | 1840    | Luigi Conti             |         | Sindaco |      |
| 1841    | 1846    | Vincenzo Ferri          |         | Sindaco |      |
| 1847    | 1852    | Tommaso Ferri           |         | Sindaco |      |
| 1853    | 1854    | Michelangelo Di Stefano |         | Sindaco |      |
| 1854    | 1858    | Giuseppe Ferri          |         | Sindaco |      |
| 1859    | 1861    | Vincenzo Ferri          |         | Sindaco |      |

## Sindaci durante il Regno d'Italia
| Periodo  | Periodo  | Primo cittadino      | Partito | Carica       | Note |
| -------- | -------- | -------------------- | ------- | ------------ | ---- |
| 1861     | 1866     | Giuseppe Ferri       |         | Sindaco      |      |
| 1867     | 1869     | Pietro Marini        |         | Sindaco      |      |
| 1870     | 1871     | Giuseppe Ferri       |         | Sindaco      |      |
| 1872     | 1878     | Paolino Ferri        |         | Sindaco      |      |
| 1879     | 1891     | Felice Ferri         |         | Sindaco      |      |
| 1891     |          | Luigi Caringi        |         | f.f. Sindaco |      |
| 1892     | nov.1893 | Leonardo Buccilli    |         | f.f. Sindaco |      |
| nov.1893 | apr.1895 | Pietro Marini        |         | f.f. Sindaco |      |
| apr.1895 | lug.1895 | Luigi Benacquista    |         | f.f. Sindaco |      |
| ago.1895 | dic.1895 | Domenico Benacquista |         | f.f.Sindaco  |      |
| 1896     | 1899     | Giuseppe Mammone     |         | Sindaco      |      |
| 1899     | ago.1900 | Pietro Marini        |         | Sindaco      |      |
| ott.1900 | lug.1905 | Giuseppe Mammone     |         | Sindaco      |      |
| ago.1905 | apr.1911 | Pietro Marini        |         | Sindaco      |      |
| mag.1911 | 1913     | Vincenzo Marchetti   |         | Comm. Pref.  |      |
| 1914     | 1920     | Vincenzo Pisani      |         | Sindaco      |      |
| 1921     | 1922     | Vincenzo Polsinelli  |         | Sindaco      |      |
| ott.1922 | 1925     | Vincenzo Pisani      |         | Sindaco      |      |
| 1925     |          | Vincenzo Spalvieri   |         | Comm. Pref.  |      |

## Podestà
| Periodo | Periodo | Primo cittadino  | Partito | Carica      | Note |
| ------- | ------- | ---------------- | ------- | ----------- | ---- |
| 1926    | 1931    | Silverio Celli   |         | Podestà     |      |
| 1931    | 1939    | Vincenzo Pisani  |         | Podestà     |      |
| 1939    |         | Vincenzo Lattari |         | Comm. Pref. |      |
| 1940    |         | Pietro Bastardi  |         | Podestà     |      |

## Sindaci durante la Resistenza (dall'8 settembre 1943 al 25 aprile 1945) e fino alla proclamazione della Repubblica
| Periodo | Periodo | Primo cittadino   | Partito | Carica      | Note |
| ------- | ------- | ----------------- | ------- | ----------- | ---- |
| 1943    | 1944    | Arminio Mollicone |         | Comm. Pref. |      |
| 1944    |         | Bruno Tullio      |         | Comm. Pref. |      |
| 1944    | 1945    | Quinzio Scaccia   |         | Comm. Pref. |      |
| 1945    | 1946    | Bruno Tullio      |         | Comm. Pref. |      |

## Sindaci durante la Repubblica
| Periodo | Periodo   | Primo cittadino        | Partito | Carica  | Note |
| ------- | --------- | ---------------------- | ------- | ------- | ---- |
| 1946    | 1948      | Angelo Marchione       |         | Sindaco |      |
| 1948    | 1949      | Emilio Caschera        |         | Sindaco |      |
| 1949    | 1956      | Vito Rea               |         | Sindaco |      |
| 1956    | 1960      | Bruno Tullio           |         | Sindaco |      |
| 1960    | 1970      | Domenico Cippitelli    |         | Sindaco |      |
| 1970    | 1980      | Ennio Bruno Canestraro |         | Sindaco |      |
| 1980    | 2004      | Antonio Michele Urbano |         | Sindaco |      |
| 2004    | 2019      | Sergio Cippitelli      |         | Sindaco |      |
| 2019    | In carica | Domenico Urbano        |         | Sindaco |      |